# Такі-Кісра
Такі-Кісра (перс. طاق کسری) — руїни шахського палацу Сасанідів на березі річки Тигр в Аспанбарі, передмісті Ктесифона.

## Історія й опис
Будівництво царської резиденції почалось 540 року під час війни Хосрова I Ануширвана з Візантією.
В центрі палацу розташовувалась велика арочна зала (айван) висотою 27 метрів і відстанню між основами 23 метри. Збереглось понад 20 храмів вогню, що є квадратними приміщеннями з куполами. Раніше стіни будівлі були вкриті штукатуркою, на яку накладався малюнок.
1888 року повінь зруйнувала третину резиденції.